# ليلى غيرستاين
ليلى غيرستاين (بالإنجليزية: Leila Gerstein)‏ هي كاتبة سيناريو أمريكية، ولدت في 1950.

## وصلات خارجية
- ليلى غيرستاين على موقع IMDb (الإنجليزية)
- ليلى غيرستاين على موقع ألو سيني (الفرنسية)
- ليلى غيرستاين على موقع قاعدة بيانات الفيلم (الإنجليزية)
- ليلى غيرستاين على موقع كينوبويسك (الروسية)